# Feedly
Feedly é um aplicativo agregador de notícias freemium para navegadores da web e dispositivos móveis com iOS e Android. Também está disponível como um serviço baseado em nuvem. O aplicativo compila feeds de notícias de diversas fontes online para o usuário personalizar e compartilhar com outras pessoas. O Feedly foi lançado pela pela DevHD em 2008.

## História
O primeiro projeto da DevHD foi o Streets, uma plataforma que reúne atualizações de múltiplas fontes online. Esse projeto serviu como base para o desenvolvimento do Feedly. Originalmente chamado de Feeddo, o Feedly foi lançado inicialmente como uma extensão da web antes de ser disponibilizado para plataformas móveis.
Em 15 de março de 2013, o Feedly anunciou 500.000 novos usuários em 48 horas devido ao anúncio de encerramento do Google Reader. Em 2 de abril de 2013, o número total de novos usuários atingiu 3 milhões. No final de maio de 2013, o número total de usuários era de 12 milhões. Em 2018, o Feedly tinha 14 milhões de usuários registrados.

### Ataques de negação de serviço
De 11 a 13 de junho de 2014, o Feedly sofreu ataques de negação de serviço que impediram os usuários de acessar suas informações. Os atacantes exigiram um resgate da Feedly, que a empresa se recusou a pagar.

## Aplicativo móvel
O app do Feedly está disponível para dispositivos iOS e Android. Todas as versões do aplicativo são executadas no Streets (outro projeto da DevHD), o que permite que o aplicativo seja executado no mesmo código para todos os dispositivos. Assim como sua versão web, a interface do aplicativo móvel simula uma revista. No entanto, diferentemente da extensão do navegador, o aplicativo Feedly não pode carregar um artigo inteiro. Em vez disso, ele apresenta um resumo e um link para o artigo real. O aplicativo Feedly não suporta o modo offline, mas aplicativos de terceiros oferecem o serviço.